# Preexistence Krista

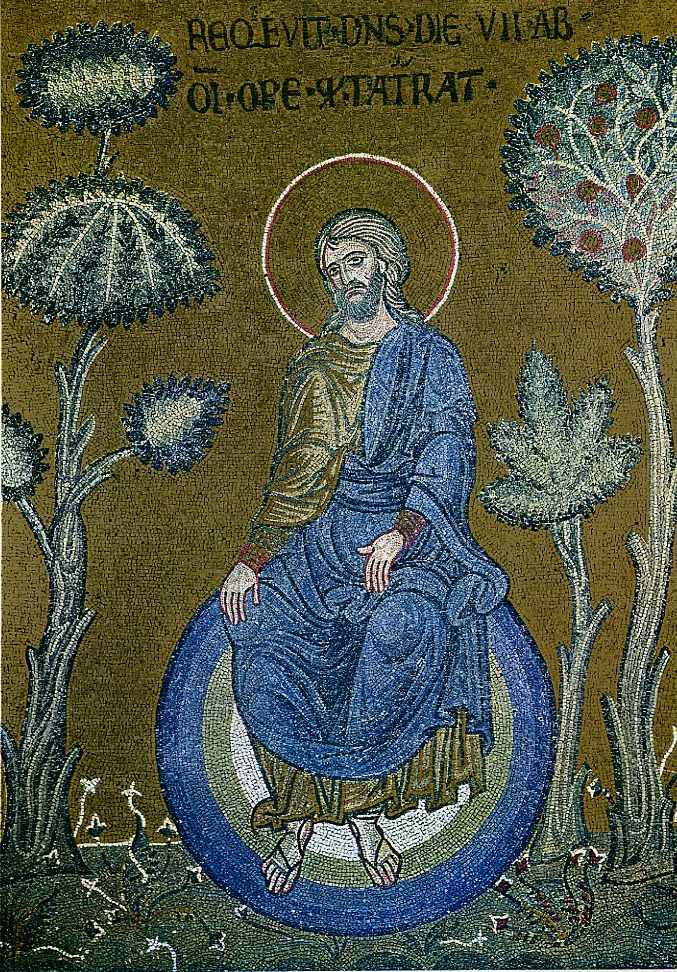
Bůh odpočívá po stvoření – Kristus zobrazený jako stvořitel světa, byzantská mozaika v Monreale na Sicílii. Vyobrazení Boha Otce převládlo až v 15. století, předtím byl Ježíš často zobrazován jako jeho zástupce.

Preexistence Krista tvrdí, že Kristus existoval před svým vtělením jako Ježíš. Jednou z relevantních biblických pasáží je Jan 1, 1–18 (Kral, ČEP), kde je Kristus v trinitárním výkladu ztotožňován s preexistující božskou hypostazí (substanciální realitou) zvanou Logos (v řecké koiné „slovo“). Existují netrinitární názory, které zpochybňují aspekt osobní preexistence, aspekt božství nebo obojí. 
Konkrétně v Jan 1, 15 (Kral, ČEP) a Jan 1, 18 (Kral, ČEP) se píše: 
Jan o něm vydával svědectví a volal: „To je ten, o němž jsem řekl: Přichází za mnou, ale je větší, protože tu byl dříve než já.“ ...Boha nikdy nikdo neviděl; jednorozený Syn, který je v náručí Otcově, nám o něm řekl.
Toto učení je podloženo v Jan 17, 5 (Kral, ČEP), když Ježíš během řeči na rozloučenou mluví o slávě, kterou měl u Otce „před vznikem světa“. Jan 17, 24 (Kral, ČEP) také mluví o tom, že Otec miloval Ježíše „před založením světa“. Ef 1, 4–5 (Kral, ČEP), 2Kor 8, 9 (Kral, ČEP), Gal 4, 4 (Kral, ČEP) a Kol 1, 15–17 (Kral, ČEP) ukazují, že Pavel si byl vědom preexistence Krista.
Preexistence Krista je potvrzena na začátku Nicejského vyznání víry.

## Nicejské křesťanství
Hlavní články: Nicejské křesťanství a Nejsvětější Trojice
Preexistence Krista je ústředním principem hlavního proudu křesťanství. Většina tradičních církví, které přijímají Nicejské vyznání víry, považuje za podstatu Kristovy preexistence božskou hypostazi zvanou Logos neboli Slovo, popsanou v Janově evangeliu – Jan 1, 1–18 (Kral, ČEP), které začíná: 
Na počátku bylo Slovo, to Slovo bylo u Boha, to Slovo bylo Bůh. To bylo na počátku u Boha. Všechno povstalo skrze ně a bez něho nepovstalo nic, co jest.
— Jan 1, 1–3 (Kral, ČEP)
V trinitarismu se tento „Logos“ nazývá také Bůh Syn nebo druhá osoba Nejsvětější Trojice. Teolog Bernard Ramm poznamenal, že „v historické christologii bylo standardním učením, že Logos, Syn, existoval před vtělením. To, že Syn takto existoval před vtělením, se nazývá preexistence Krista.“
Douglas McCready ve své analýze a obhajobě Kristovy preexistence uvádí, že zatímco většina ortodoxních křesťanů „považuje Kristovu preexistenci za samozřejmost, a to již od novozákonních dob“, v průběhu posledního století byla tato doktrína stále více zpochybňována ze strany unitářských teologů a učenců.
James Dunn ve své knize Christology in the Making zkoumá vývoj této nauky v raném křesťanství a konstatuje, že je „nesporné“, že v Jan 1, 1–18 (Kral, ČEP) „Slovo je preexistující a Kristus je preexistující vtělené Slovo,“ ale dále zkoumá možné zdroje tam vyjádřených pojmů, například ve Filónových spisech.
Někteří protestantští teologové věří, že Bůh Syn se zřekl božských vlastností, aby se stal člověkem. Jiní to odmítají.

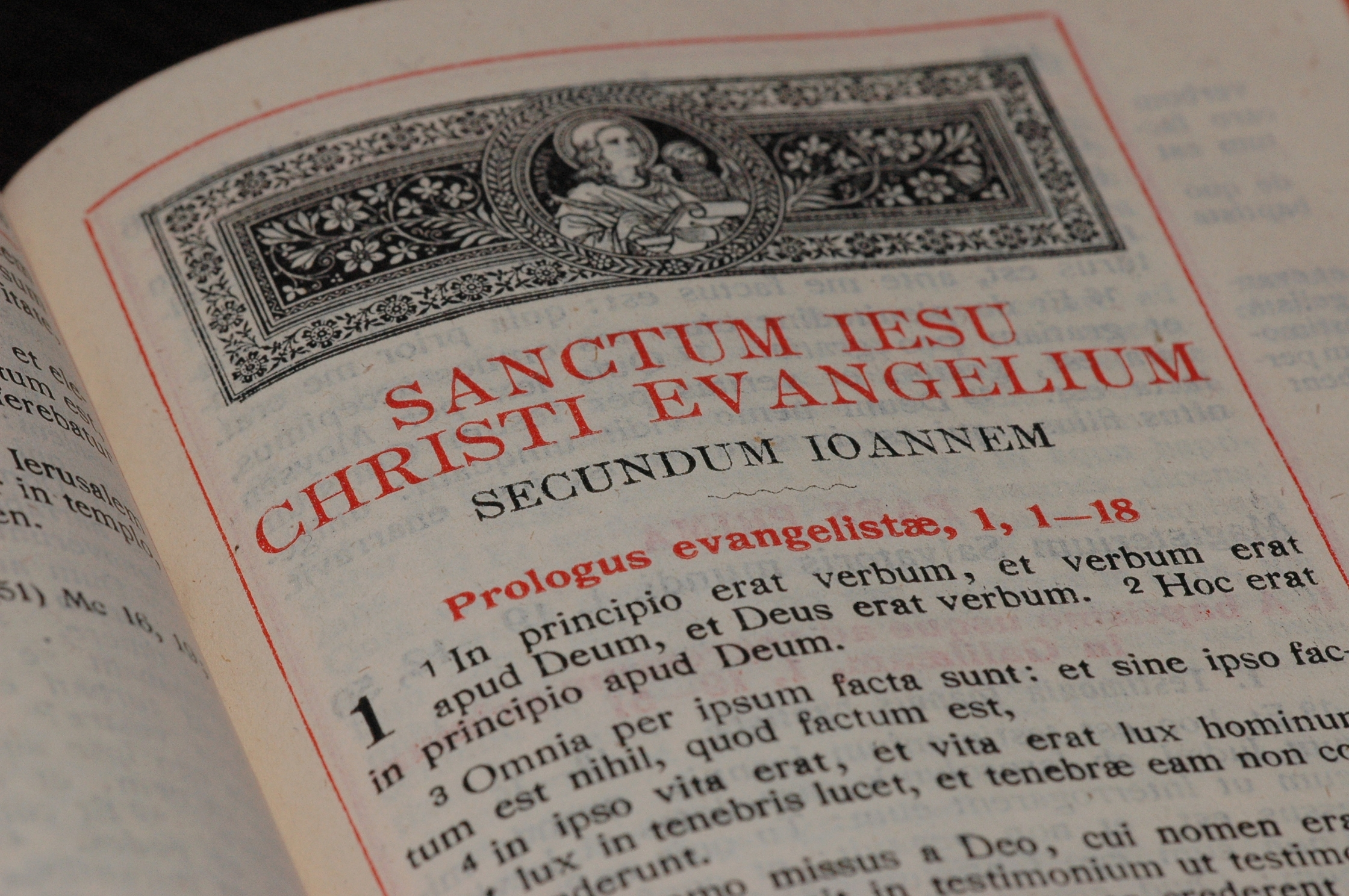
In principio erat verbum (lat.), česky Na počátku bylo Slovo –, Klementinská Vulgáta

Tertulián v knize Proti Markionovi, kap. 21, vidí v ohnivé peci již existující zjevení Krista, který je „podobný synu člověka (neboť ve skutečnosti ještě nebyl synem člověka).“ Identifikace konkrétních zjevení Krista je v evangelikální literatuře od 90. let 20. století stále častější. Například W. Terry Whalin uvádí, že čtvrtou osobou v ohnivé peci je Kristus a že „tato zjevení Krista ve Starém zákoně jsou známa jako teofanie neboli ,zjevení Božíʻ“.

### Katolicismus
Podle Tomáše Akvinského byla „lidská přirozenost“ Krista stvořena a začala v čase, kdežto „subsistentní subjekt“ je nestvořený a věčný.

## Manicheismus
Jasnou představu o Kristově preexistenci podává manichejské myšlení, kde je mu dáno jméno Ježíš Nádherný. Byl považován za božskou bytost a věřilo se, že byl entitou, která přiměla Adama, aby jedl ze stromu poznání místo ďábla (knížete temnot), který podle manicheismu ve skutečnosti chtěl, aby se od něj lidstvo drželo dál, aby zůstalo uvězněno ve hmotě a nikdy nenašlo gnózi. Stejně tak manichejci spojovali Krista se Stromem života a považovali ho za svatou emanaci Otce velikosti.

## Nontrinitarismus
Další informace: Nontrinitarismus
Někteří přijímají Kristovu preexistenci, aniž by uznávali jeho plné božství v trinitárním smyslu. Například je pravděpodobné, že Arius a většina raných zastánců arianismu přijímali Kristovu preexistenci, nicméně Tomáš Akvinský říká, že Arius „předstíral, že osoba Božího Syna je stvoření a je menší než Otec, takže tvrdil, že začal být, a říkal, že ,byl čas, kdy nebyl.ʻ“
Zdá se, že John Locke, William Ellery Channing a Isaac Newton si navzdory odmítání Nejsvětější Trojice zachovali víru v preexistenci Krista.
Víru v určitou formu Kristovy preexistence dnes sdílí i několik netrinitárních denominací, včetně Církve Boží (sedmého dne) a Svědků Jehovových, z nichž druhá jmenovaná skupina označuje Ježíše za archanděla Michaela, přičemž Jan 1, 1 (Kral, ČEP) vykládá spíše výrazem „bůh“ než „Bůh“. Hnutí Svatých posledních dnů učí o Kristově preexistenci jako o prvním a největším z duchovních dětí Boha Otce.
Mezi mnoha církvemi, které se oddělily od Celosvětové církve Boží, označované také jako „sabatistické církve Boží“ nebo pejorativněji jako armstrongovci, je společná víra v binitarismus a v to, že Ježíš byl Bohem Starého zákona, skrze něhož Bůh Otec stvořil svět (na základě Ef 3, 9 (Kral, ČEP) a Jan 1, 1–3 (Kral, ČEP)), a že to byl Ježíš Kristus, kdo osobně jednal s Adamem a Evou, Noemem, patriarchy, starověkým Izraelem a králi a proroky Starého zákona. Zastává se názor, že Ježíš byl při svém vtělení poslán, aby zjevil Otce, který byl dříve neznámý. To vychází z výkladu Jan 5, 37 (Kral, ČEP) a Lk 10, 22 (Kral, ČEP) a z velkého počtu zmínek, které Ježíš učinil o Otci v Novém zákoně, ve srovnání s velmi malým počtem téměř obrazných zmínek o Bohu jako Otci ve Starém zákoně. Toto přesvědčení se zakládá také na výkladu veršů, v nichž Kristus údajně hovoří o své osobní přítomnosti ve Starém zákoně a interakci se starověkým Izraelem, a na christologickém výkladu Melchisedecha.

### Církev Ježíše Krista Svatých posledních dnů
Členové Církve Ježíše Krista Svatých posledních dnů (Církev LDS), největší denominace hnutí Svatých posledních dnů, věří, že Ježíš Kristus (a všichni lidé) byl preexistující duch, který pak při narození získal fyzické tělo. V tomto ohledu nebyl Kristus ani duchové všech lidí ve skutečnosti „stvořeni“ (D&C 93:29). Věří, že duchové všech lidí jsou doslovnými potomky Boha Otce – Sk 17, 29 (Kral, ČEP); Žd 12, 9 (Kral, ČEP), a že jejich bytost je trvale spojený duch a fyzické tělo, stejně jako Kristus po nanebevstoupení (D&C 130:22). Věří, že Kristus je Jehova ze Starého zákona, který byl v duchovním stavu před narozením z Marie (Eter 3:14-17). Jako první plod vzkříšení Kristus svým božským vykoupením a vzkříšením přivede své následovníky do stejné božské přirozenosti jako sebe a svého Otce – 2Petr 1, 3-–4 (Kral, ČEP); Řím 8, 29 (Kral, ČEP); 1Kor 3, 18 (Kral, ČEP); 1Kor 4, 4 (Kral, ČEP), aby měli stejná požehnání a život jako oni. Členové Církve to označují jako povýšení, nejvyšší odměnu danou věrným následovníkům Kristovým (D&C 76:50-70, 94,95; 132:19). Během předsmrtelné velké rady, na níž byl v přítomnosti všech předexistujících dětí Božích Bohem Otcem vybrán předexistující Kristus (Bůh Syn), aby plnil svou úlohu Spasitele a Vykupitele všech Božích stvoření (Abraham 3:22-28).
Členové Církve věří, že zjevení Boha Otce a Ježíše Krista Josephu Smithovi v roce 1820 (známé jako První vidění) toto učení potvrdilo. V roce 1830 byla založena Církev LDS, jejímž prezidentem a prorokem byl Smith. Od té doby proroci Církve, kteří nastoupili po Smithovi, učili a svědčili o Ježíši Kristu jako o Synu Božím, o Jeho poslání a úloze Spasitele a Vykupitele, včetně Jeho prvenství a božství v preexistenci.

### Letniční společenství jednoty
Letničtí křesťané jednoty jsou netrinitární letničtí křesťané, kteří neuznávají preexistenci Krista odlišnou od Boha Otce a věří, že před vtělením existoval pouze „nadčasový Duch Boží (Otec)“. Poté Bůh „současně přebýval v nebi jako nadčasový Duch a uvnitř Syna člověka na této zemi.“ Nicméně United Pentecostal Church International, velká denominace Jednoty, ve svém prohlášení víry uvádí, že „jediný Bůh existoval jako Otec, Slovo a Duch“ před vtělením.
Ačkoli letniční Jednoty uznávají, že „Kristus je stejná osoba jako Bůh“, věří také, že „Syn se ,narodilʻ, což znamená, že měl počátek.“ Jinými slovy, „stoupenci Jednoty chápou pojem [Syn] jako použitelný pro Boha až po vtělení.“ V důsledku toho jsou popisováni jako zastávající v podstatě unitářský postoj k učení a popírající Kristovu preexistenci, někteří členové hnutí však tento výklad své víry popírají.

## Odmítání preexistence
V průběhu dějin existovaly různé skupiny a jednotlivci, kteří věřili, že Ježíšova existence začala v okamžiku jeho početí. Ty, kteří se považují za křesťany a zároveň popírají Kristovu preexistenci, lze obecně rozdělit do dvou proudů.
Zaprvé, existují lidé, kteří přesto přijímají narození z panny. Patří sem socinisté a raní unitáři, jako byli John Biddle a Nathaniel Lardner. Tento názor zastávají v současnosti především kristadelfiáni. Tyto skupiny se obvykle domnívají, že Kristus je prorokován a předpovězen ve Starém zákoně, ale před svým narozením neexistoval.
Za druhé, jsou i tací, kteří popírají narození z panny. Patří sem ebionité a pozdější unitáři, například Joseph Priestley, a Thomas Jefferson. Tento názor se často označuje jako adopcionismus a v 19. století se mu také říkalo psilantropismus. Samuel Taylor Coleridge sám sebe popsal jako někdejšího psilantropistu a věřil, že Ježíš je „skutečným synem Josefa.“ Friedrich Schleiermacher, někdy nazývaný „otcem liberální teologie“, byl jedním z mnoha německých teologů, kteří se odklonili od myšlenky osobní ontologické preexistence Krista a učili, že „Kristus nebyl Bohem, ale byl stvořen jako ideální a dokonalý člověk, jehož bezhříšnost zakládá jeho božství.“ Podobně Albrecht Ritschl odmítal Kristovu preexistenci a tvrdil, že Kristus byl „Synem Božím“ pouze v tom smyslu, že „Bůh se v Kristu zjevil“ a Kristus „v nás vykonal náboženské a etické dílo, které mohl vykonat pouze Bůh.“ Později Rudolf Bultmann označil Kristovu preexistenci za „nejen iracionální, ale zcela nesmyslnou.“

## V umění

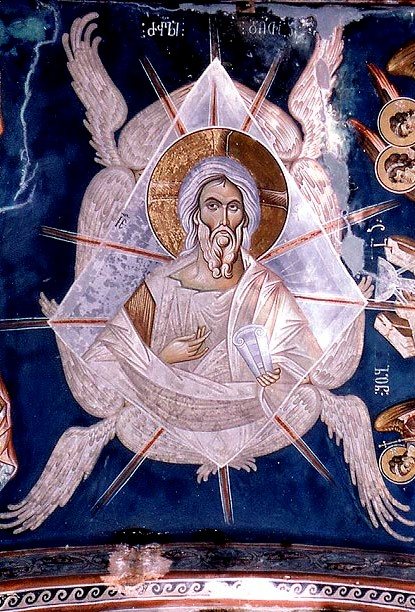
Prastarý dnů, freska ze 14. století z Ubisi, Gruzie

Když je Nejsvětější Trojice zobrazována v umění, Logos je obvykle zobrazován s charakteristickým vzhledem a svatozáří ve tvaru kříže, která identifikuje Krista; na vyobrazeních rajské zahrady to vypadá jako předzvěst vtělení, které teprve nastane. Na některých raně křesťanských sarkofázích se Logos vyznačuje vousem, „díky němuž se zdá být starobylý, dokonce preexistující.“
V pravoslavné teologii je starozákonní titul Věkovitý (Starodávný, Starý dnů, Prastarý apod.), označující věčnou a nestvořenou Boží přirozenost, běžně považován za označení preexistence Božího Syna. Většina východních církevních otců, kteří komentují úryvek z knihy Daniel, viz Dan 7, 9 – 10, 14 (Kral, ČEP), vykládá postavu starce jako prorocké zjevení Syna před jeho fyzickým vtělením. Východní křesťanské umění proto někdy zobrazuje Ježíše Krista jako starce, Starého dnů, aby symbolicky ukázalo, že existoval od věčnosti, a někdy jako mladíka nebo moudré dítě, aby ho zobrazilo v jeho vtělení. Tato ikonografie se objevila v 6. století, většinou v Byzantské říši s obrazy starců, i když obvykle nebyli patřičně nebo konkrétně označeni jako „Starý dnů.“